# Barbara Chase-Riboud
Barbara Chase-Riboud (26 de julio de 1939, Filadelfia) es una artista visual y escultora, novelista, y poetisa galardonada estadounidense.
Tras ganar renombre como escultora y poetisa, Chase-Riboud ha ganado gran reconocimiento por su novela Sally Hemings (1979), que ganó el premio Janet Heidinger Kafka en Ficción, y se convirtió en un éxito internacional. 
La novela generó discusión sobre la probable relación entre la joven mujer esclavizada y su maestro, Thomas Jefferson, presidente  de los Estados Unidos. Historiadores rechazaron la imagen de Hemings que Chase-Riboud mostraba y persuadieron al canal CBS para que no produjeran una miniserie de televisión que adaptara la novela. Tras análisis de ADN de descendientes realizados en 1998, la relación Jefferson-Hemings es ampliamente aceptada por historiadores como un hecho.

## Educación y primeros años
Barbara Chase nació en Filadelfia, Pensilvania, hija única de Vivian May Chase, técnica de histología, y Charles Edward Chase, contratista. Chase mostró un talento temprano para las artes y empezó atender la escuela Fleisher Art Memorial a los ocho años de edad. Fue expulsada de la escuela tras ser acusada, equivocadamente, de plagiar su poema "Autumn Leaves". Atiendió el Philadelphia High School for Girls de 1948 a 1952, graduándose como summa cum laude.  Continuó su formación en la Universidad de las Artes de Filadelfia.
En 1956 Chase se graduó en Bellas artes de la Tyler School en Universidad de Temple. En aquel año mismo, Chase ganó una beca John Hay Whitney para estudiar en la Academia Americana en Roma durante 12 meses. Allí creó sus primeras esculturas en bronce y exhibió su obra. Durante este tiempo viajó a Egipto, donde descubrió arte no-europeo. En 1960, Chase completó el Máster en Bellas Artes de la Escuela Universitaria de Diseño y Arquitectura de la Universidad de Yale. Fue la primera mujer afroamericana en recibir el Máster en Bellas Artes de la Universidad de Yale. Tras completar sus estudios, Chase dejó los Estados Unidos por Londres, y más tarde París.

## Carrera
Chase-Riboud es una aclamada poetisa, escultora y novelista. Ha trabajado una variedad de medios durante su larga carrera.

### Artes visuales
En la Escuela de arte Tyler de la Universidad de Temple, Chase estudió con Boris Blai y recibió educación en los campos de la escultura, pintura, diseño gráfico, grabado, teoría del color y restauración. También estudió dibujo anatómico en la  Escuela de medicina de la Universidad de Temple.
Las esculturas abstractas modernas de Chase-Riboud  a menudo combinan metales duraderos y rígidos, como el bronce y el aluminio, con elementos más blandos, hechos de seda u otros materiales textiles. Utiliza el método de la cera perdida.
Su primera exposición individual fue en el Galleria L'Obelisco en el Spoleto Festival of Two Worlds en Italia en 1957. Su primera exposición museística en Europa fue en MOMA París en 1961.
Completó su primera comisión pública en 1960 para la Wheaton Plaza en Wheaton, Maryland. Esta fuente estaba hecha de aluminio pulsado y formas abstractas, sonido y efectos de luz añadidas a la visión del agua en descenso.
Chase-Riboud y Betye Saar fueron las primeras mujeres afroamericanas en exhibir en el Museo Whitney de Arte Estadounidense, tras las protestas organizadas por Faith Ringgold. Su pieza The Ultimate Ground fue mostrada en la exposición Escultura americana Contemporánea.
En 1971, Chase-Riboud apareció, junto a otros artistas contemporáneos, en Five, un documental sobre artistas afroamericanos.
En 1996 Chase-Riboud se encontraba entre los artistas seleccionados para la realización de la obra en el Monumento nacional Cementerio Africano en Lower Manhattan. Su monumento de bronce, Africa Rising, fue instalado en el edificio Ted Weiss Federal Building en 1998.
Su obra se encuentra en colecciones y museos importantes como el Museo Metropolitano de Arte y el Museo de Arte Moderno, Nueva York; Centro Pompidou, París; la Fundación Geigy, Nueva York; y la Fundación Lannan, Los Ángeles.

### Carrera literaria
Chase-Riboud ha recibido numerosos honores por su obra literaria, incluyendo el Premio Carl Sandburg de poesía y el Premio Women's Caucus for Art. En 1996 fue nombrada caballero por el gobierno francés y recibió la Ordre des Arts et des Lettres. 
Chase-Riboud ganó el reconocimiento internacional con la publicación de su primera novela, Sally Hemings (1979). La novela ha sido descrita como la "primera imaginación completa" de Hemings y su vida como esclava, incluyendo su supuesta relación de concubina con el presidente Thomas Jefferson. Además de estimular una considerable controversia, ya que los historiadores principales continuaron negando esta relación y que fuera el presidente el padre de los hijos mestizos que dio a luz, el libro consiguió el premio Janet Heidinger Kafka a la mejor novela escrita por una mujer estadounidense. Vendió más de un millón de copias y fue una selección del Club del Libro del Mes. Fue reeditado en 1994 y en rústica en 2009, junto con su novela President's Daughter (1994), sobre Harriet Hemings, hija de Hemings y Jefferson.
Comenzó su carrera en la escritura como poeta, publicando su primera obra Memphis & Pekín (1974), editado por Toni Morrison, y colecciones más recientes. Everytime a Knot is Undone, a God is Released (2014) es su más reciente.
Continuó su exploración literaria sobre la esclavitud y explotación de personas africanas en sus novelas subsiguientes. Valide: A Novel of the Harem (1986) exploraba la esclavitud en el Imperio Otomano.  Su Echo of Lions (1989) fue una de sus primeras novelas serias sobre la histórica revuelta de esclavos en el barco Amistad en 1839. La Venus Hotentote (2003) explora la vida de Sarah Baartman, una mujer Khoikhoi que fue exhibida desnuda en freak shows en la Europa del siglo XIX.
En 1994, publicó The President's Daughter, una obra que continuó la historia de Sally Hemings, al imaginar la vida de su hija.

### Poesía
El primer trabajo de poesía de Chase-Riboud, From Memphis & Peking (1974), fue editado por Toni Morrison y recibido con gran éxito de crítica. Su volumen de poesía, Portrait of a Nude Woman as Cleopatra, (1987), ganó el Premio Carl Sandburg en 1988. En 1994, Chase-Riboud publicó Roman Egyptien, escrita en francés. En 2014,  publicó Everytime a Knot is Undone, a God is Released: Collected and New Poems 1974–2011.

## Obras seleccionadas
- Last Supper (1958)[4]
- Bullfighter (1958)
- Malcolm X (1970)
- Why Did We Leave Zanibar (1971)[21]
- Confession for Myself (1973)
- Cleopatra'sCape (1973)
- Africa Rising (1998)
- Mao's Organ (2008)

### Novelas
- Sally Hemings: A Novel (1979). ISBN 978-0-312-24704-1/reprinted in paperback, 2009
- Valide: A Novel of the Harem (1986). ISBN 978-0-688-04334-6
- Echo of Lions (1989). ISBN 978-0-688-06407-5
- The President's Daughter (1994). ISBN 978-0-345-38970-1/reprinted in paperback, 2009
- Hottentot Venus: A Novel (2003). ISBN 978-0-385-50856-8

### Poesía
- From Memphis & Peking (1974).  ISBN 978-0-394-48899-8
- Portrait of a Nude Woman as Cleopatra (1987).   ISBN 978-0-688-06403-7
- "Everytime a Knot is Undone, a God is Released" (2014). ISBN 978-1-60980-594-4

## Enlaces relacionados
- The Art Blog
- Decades in the Making
- BCR's Malcolm X Steles Exhibit video en YouTube.
- Fred B. Adelson, "Barbara Chase-Riboud brings Malcolm X sculptures home", USA Today, 5 de noviembre de 2013
- Barbara Chase-Riboud papeles en el Stuart A. Rose Library, Universidad Emory.
- "American expat artist living in Paris France – Barbara Chase-Riboud"", vídeo de YouTube/Youtube, 27 de abril de 2010.
- "Memory Is Everything: Barbara Chase-Riboud", Barbara Chase-Riboud en conversación con Hans Ulrich Obrist, Mousse Magazine, 60

- Datos: Q2883927
- Multimedia: Barbara Chase-Riboud / Q2883927